# Vagga

Karl XI:s dopvagga, 1655.

Vagga, säng för spädbarn som kan sättas i gungning.
I norra Sverige var vaggor som gungade längsmed vanligast, medan vaggor som gungade tvärledes var vanligast i södra Sverige. I modern tid har spjälsängen trängt undan vaggans betydelse för barnets första tid.